# Jacksonia sternbergiana
Jacksonia sternbergiana, thường được biết đến với tên Stinkwood or Green Stinkwood, là một loài cây bụi hoặc thân gỗ nhỏ có mặt ở tây-nam Tây Úc.